# Antonina Alexandrowna Konjakina-Trofimowa
Antonina Alexandrowna Konjakina-Trofimowa (russisch Антонина Александровна Конякина-Трофимова, wiss. Transliteration Antonina Aleksandrovna Konjakina-Trofimova; geboren am 14. März 1914 in Prischib, jetzt Leninsk, bei Zarizyn, gestorben 2004 in Wolgograd) war eine russische Zahnärztin, Widerstandskämpferin und Überlebende des KZ Bergen-Belsen.

## Jugend und Ausbildung
Antonina Konjakina wurde am 14. März 1914 in Prischib bei Zarizyn in einer Fabrikanten-Familie geboren. Da die Familie während der Oktoberrevolution 1917 ihren Besitz verlor und verarmte, musste Konjakina als Jugendliche als Maurerin und Schlosserin für ihren Lebensunterhalt arbeiten. 1930 machte sie an der Abendschule in Stalingrad ihr Abitur und besuchte anschließend die Zahnmedizinschule. Sie heiratete noch während des Studiums, behielt aber ihren Geburtsnamen bei. 1937 schloss sie das Studium ab und arbeitete anschließend als Betriebszahnärztin im Metallwerk „Roter Oktober“.

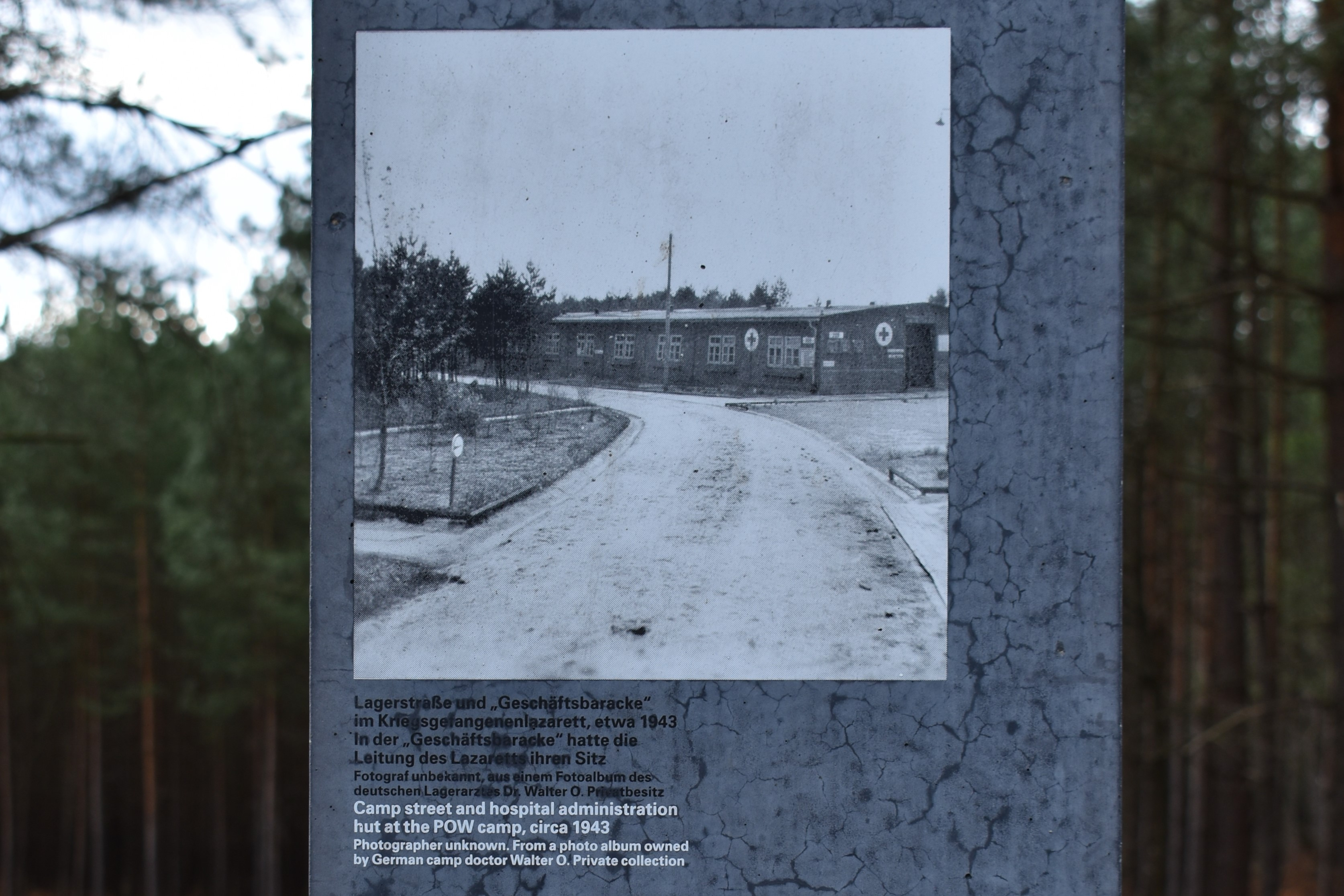
Geschäftsbaracke des Kriegsgefangenen-Lazaretts im KZ Bergen-Belsen

## Kriegsgefangenschaft und Tätigkeit im Widerstand
Nach dem deutschen Überfall auf die Sowjetunion im Zweiten Weltkrieg wurde Konjakina  im Juni 1941 in den Sanitätsdienst zum Militär eingezogen. Bereits im Oktober desselben Jahres geriet sie bei Wjasma in deutsche Gefangenschaft und wurde zunächst in Minsk gefangen gehalten. Später brachte man sie nach Deutschland in das Kriegsgefangenenlager Oerbke, von wo sie wegen einer Typhuserkrankung in das Lazarett des KZ Bergen-Belsen verlegt wurde. Da sie eine medizinische Ausbildung hatte, wurde sie nach ihrer Genesung zur Unterstützung des Sanitätspersonals für den Verbandsraum in Bergen-Belsen eingeteilt. Hier schloss sich Konjakina einer Widerstandsorganisation aus sowjetischen Kriegsgefangenen, dem sogenannten „Hannoveraner Komitee“ an.  Ihre Aufgabe bestand darin, in die Mullbinden, mit denen diejenigen versorgt wurden, die das Lazarett nach einer Behandlung verließen, Nachrichten und Flugblätter einzubinden und auf diese Weise Informationen an andere Standorte weiterzugeben. Auf diesem Weg fand unter anderem die Nachricht, dass die deutsche Wehrmacht 1943 die Schlacht um Stalingrad verloren hatte, unter den Kriegsgefangenen Verbreitung. Konjakinas Ehemann war bei den Kämpfen in Stalingrad ums Leben gekommen.

## Befreiung und Rückkehr in die Sowjetunion
1943 wurde Konjakina als Kriegsgefangene aus dem KZ Bergen-Belsen entlassen und musste von da an als sogenannte Ostarbeiterin Zwangsarbeit leisten. Als Putzfrau wurde sie dem Haushalt des Betriebsarztes der Rüstungsfabrik Rheinmetall-Borsig in Unterlüß zugewiesen. Im April 1945 wurde sie von britischen Soldaten befreit und in die Sowjetische Besatzungszone überführt, von wo sie in die Sowjetunion zurückgebracht wurde. Dort wurde sie wie alle ehemaligen Kriegsgefangenen aus Deutschland auf eine mögliche Kollaboration mit dem Kriegsgegner überprüft. Ihre Tätigkeit im Widerstand fand keine Würdigung. Trotzdem konnte Konjakina gemeinsam mit ihrem zweiten Mann, dem Arzt Georgij Trofimow, der wie sie der Widerstandsgruppe „Hannoveraner Komitee“ angehört hatte, in der Nähe von Moskau eine Landarztpraxis eröffnen. 1946 wurde ihre Tochter geboren. 1957 übersiedelte die Familie nach Stalingrad. Da Konjakina-Trofimowa aufgrund ihrer Kriegsgefangenschaft eine schwache Gesundheit hatte und an Tuberkulose erkrankte, ging sie 1961, in dem Jahr, in dem Stalingrad in Wolgograd umbenannt wurde, in den Ruhestand.

## Ehrenamtliches Engagement
Zu Lebzeiten Stalins sollte in der Sowjetunion der „Kriegshelden“ gedacht werden, während es für die Erfahrungen aus Gefangenschaft und Widerstand keinen Raum gab. Nach ihrer aktiven Berufsphase begann Konjakina-Tofimowa sich ehrenamtlich im Wolgograder Kriegsveteranen-Komitee zu engagieren. Dies war möglich, da sich nach dem Tod Stalins, der Umgang mit den ehemaligen Kriegsgefangenen änderte. Gemeinsam mit ihrem Mann trat Konjakina-Trofimowa vor Schulklassen auf und berichtete von ihren Kriegserfahrungen, ihrer Gefangenschaft und Zwangsarbeit in Deutschland und ihrer Tätigkeit im Widerstand. Für dieses Engagement wurde sie zum Internationalen Frauentag 1966 vom sowjetischen Kriegsveteranen-Komitee mit einer Ehrenurkunde ausgezeichnet.
Konjakina-Trofimova verstarb 2004 in Wolgograd.